# شارل دباس
شارل دبّاس (16 أبريل 1884 - 22 أغسطس 1935)، هو أول رئيس للبنان بعد وضع الدستور اللبناني موضع التنفيذ. ينتمي إلى الطائفة الأرثوذكسيّة، تولى الرئاسة من 1 سبتمبر 1926 ولغاية 2 يناير 1934 فأقسم اليمين أمام رئيس مجلس الشيوخ الشيخ محمد الجسر بحضور المفوض السامي. كما تولى منصب رئيس البرلمان اللبناني قبل الاستقلال من 30 يناير 1934 حتى 31 أكتوبر 1934. كذلك تولى رئاسة الحكومة بالفترة من 9 مارس 1932 ولغاية 29 يناير 1934.
يتحدر دباس من عائلة بيروتية أرستقراطية. اشتهر بالعدالة والنزاهة حيث أنه جمع بين الصحافة والمحاماة، وكان مقربًا من الفرنسيين، وشارك في وضع الدستور وتزوج من فرنسية وعين ناظرًا للعدلية، مارس المحاماة بعد تخرجه من جامعة مونبلييه. كانت المراحل الأخيرة من فترته الرئاسية فترة أزمات، حتى أن آخر سنتين من فترة حكمه كان معينًا فيها من قبل الانتداب الفرنسي، مما تسبب بتعطيل البرلمان في لبنان.

## نشأته
تلقى علومه في الجامعة اليسوعيّة في بيروت وتابع دروسه في باريس حيث نال إجازة الحقوق. وفي باريس تزوج من فرنسية تدعى «مارسيل رونغار» ثم عاد إلى بيروت قبيل اندلاع الحرب العالمية الأولى ليبدأ حياته العملية محررًا في جريدة «لا ليبيرته» التي أصدرتها «جماعة الإصلاح». وهذه الحركة نشأت في ولاية بيروت بعد إعلان الدستور العثماني، وبدأت تطالب بالحكم اللامركزي للأقطار العربية.
وعند إعلان الحرب هرب الدباس إلى فرنسا وفي غيابه حكم المجلس الحربي العثماني عليه وعلى رفقائه الآخرين الذين فروا مثله بالإعدام.
بعد انتهاء الحرب رجع شارل دباس مع طلائع جيش الاحتلال الفرنسي وعين مديرًا للعدلية. وإليه يرجع الفضل الأكبر في تنظيم المحاكم ونقابة المحامين، فلم يعد يحق إلا لحامل شهادة الحقوق أن يرافع بعدما كان مسموحًا لأي شخص بأن يدخل المحكمة ويرافع.

## الرئاسة
عينت الحكومة الفرنسية مندوبًا ساميًا مدنيًا، للمرة الأولى منذ الاحتلال، هو هنري دو جوفنيل عضو مجلس الشيوخ والصحافي اللامع الذائع الصيت. كانت الثورة السورية الكبرى قد اندلعت واستمرت نارها عاصفة. في تلك المناخات، أصدر دي جوفنيل بيانًا وعد فيه أنه سيدعو المجلس النيابي خلال مهلة قصيرة لوضع دستور للدولة. وقد نفذ هذا الأمر كما وعد وعندما أقر الدستور، وذلك في مدة لم تتجاوز ثلاثة أيام في العام 1926 جرى إعلانه رسميًا بحضور الهيئات الرسمية والمفوض السامي الفرنسي. وقد تمّ بموجبه انتخاب دباس كأول رئيس للجمهورية اللبنانية.
انتخب دباس من قبل المجلس النيابي ومجلس الشيوخ برئاسة الشيخ محمد الجسر في 26 مايو 1926 وذلك لمدّة ثلاث سنوات على ما كان ينص الدستور حينها. وتمّ انتخابه لولاية أخرى في يوليو 1929. شكل حكومته الأولى في 31 مايو 1926 برئاسة أوغست أديب باشا.
في السابع والعشرين من مارس 1929 قبل انتهاء ولاية الدباس بشهرين، اجتمع المجلس النيابي وجدد انتخابه رئيسًا بأكثرية 42 صوتًا، ووجدت ورقة بيضاء وواحدة باسم الشيخ محمد الجسر، قيل إن ألبير قشوع هو صاحبها. آخر حكومة في عهد الدباس تألفت برئاسة أوغست أديب باشا في 25 مارس 1930 واستمرت حتى 10 مايو 1932 وكان أعضاؤها: صبحي حيدر، وموسى نمور، وحسين الأحدب وجبران تويني.
قبل انتهاء ولاية الدباس المحددة سنة 1932 اتجه فريق من النواب الموارنة إلى انتخاب الشيخ محمد الجسر رئيسًا للجمهورية معاكسين في ذلك اتجاه فريق آخر يريد الشيخ بشارة الخوري رئيسًا، ومعظمهم من النواب الانتدابيين. فاتخذ الانتداب هذا التنافس مبررًا لحل المجلس، وإقالة الوزارة التي كان يرأسها أوغست أديب باشا، وتعطيل الدستور، وتعيين شارل دباس المنتهية مدة رئاسته رئيسًا للدولة اللادستورية يعاونه مجلس مديرين (بدلاً من مجلس نيابي ومجلس وزراء). وكان من نتائج «تفاهم» شارل دباس مع الانتداب على تعطيل الحياة النيابية أن معارضة شديدة نشأت في طول البلاد وعرضها، وضمّت للمرة الأولى جميع الطوائف اللبنانية في مناهضة أعمال الانتداب.
وتزعم هذه المعارضة الدستورية الشيخ بشارة الخوري يؤيده من وراء الستار البطريرك أنطون عريضة ورياض الصلح قائد الجبهة الاستقلالية في لبنان. فخشي الفرنسيون مغبة الأمر، وأوعزت باريس إلى المفوضية العليا في بيروت باسترضاء المعارضة وتغيير هذه السياسة، فاستقال دبّاس في يناير 1934، وبعد تقديم استقالته، عيّن المفوّض السامي دو مارتيل بصورة موقتة أنطوان بريفا أوبوار رئيسًا فرنسيًّا للدولة، ثم تعيين حبيب باشا السعد رئيسًا للجمهورية مجاراة لرغبة البطريركية المارونية. وفي العام 1935 توفي دباس في باريس بعد مرض قصير.

## إنجازات عهده
في عهد دباس تم تنظيم المحاكم ووضع النشيد الوطني اللبناني كما تمّ تأسيس البكالوريا اللبنانية وصدر مرسوم إنشاء المتحف الوطني. كما عدّل الدستور مرّتين: العام 1927 حيث دمج مجلس الشيوخ بمجلس النواب؛ والعام 1929 حيث أصبحت ولاية الرئيس ست سنوات غير قابلة للتجديد بدلاً من ثلاث، علمًا أنّ الرئيس دبّاس رفض أن يستفيد من هذا التعديل.